# Урата Іцукі
Урата Іцукі (яп. 浦田 樹; нар. 29 січня 1997, Токіо, Японія) — японський футболіст, захисник луганської «Зорі».

## Клубна кар'єра
Народився в Токіо. Вихованець молодіжної академії «ДЖЕФ Юнайтед». З 2015 року тренувався разом з першою командою, проте в її складі не зіграв жодного офіційного поєдинку. Для отримання ігрової практики відправлявся в оренди до клубів другого та третього дивізіонів Джей-ліги «Джей-ліга U-22», «Рюкю» та «Джираванц Кітакюсю». У 2016 році нетривалий період часу виступав у Бразилії, в клубі ПСТК з Ліги Паранаенсе (провів 1 поєдинок). По завершенні сезону 2017 року підписав повноцінний контракт з «Джираванц Кітакюсю». В команді був основним гравцем, у Джей-лізі 3 зіграв 26 матчів та відзначився 1 голом. З 1 січня 2019 року — вільний агент. Взимку 2019 року відправився до Туреччини на перегляд у «Зорю», проте на зборах отримав травму й залишив розташування луганського клубу. На початку березня 2019 року повернувся в розташування «Зорі», а 12 березня Урата підписав з клубом 3-річний контракт.

## Кар'єра в збірній
Іцукі викликався до юнацьких збірних Японії різних вікових категорій. Залучався також і до молодіжної (2 матчі) та олімпійської збірних Японії.

## Статистика виступів
Станом на 23 лютого 2018.
| Клубні виступи | Клубні виступи       | Клубні виступи | Ліга  | Ліга | Кубок            | Кубок            | Загалом | Загалом |
| Сезон          | Клуб                 | Ліга           | Матчі | Голи | Матчі            | Голи             | Матчі   | Голи    |
| Японія         | Японія               | Японія         | Ліга  | Ліга | Кубок Імператора | Кубок Імператора | Загалом | Загалом |
| -------------- | -------------------- | -------------- | ----- | ---- | ---------------- | ---------------- | ------- | ------- |
| 2015           | «ДЖЕФ Юнайтед»       | Джей-ліга 2    | 0     | 0    | 0                | 0                | 0       | 0       |
| 2016           | «ДЖЕФ Юнайтед»       | Джей-ліга 2    | 0     | 0    | 0                | 0                | 0       | 0       |
| 2016           | «Рюкю»               | Джей-ліга 3    | 8     | 0    | 0                | 0                | 8       | 0       |
| 2017           | «Джираванц Кітакюсю» | Джей-ліга 3    | 13    | 0    | 0                | 0                | 13      | 0       |
| Загалом        | Загалом              | Загалом        | 21    | 0    | 0                | 0                | 21      | 0       |